# Viện Pasteur Campuchia
Viện Pasteur Campuchia (tiếng Pháp: Institut Pasteur du Cambodge, viết tắt IPC; tiếng Khmer: វិទ្យាស្ថានប៉ាស្ទ័រកម្ពុជា) là một trung tâm nghiên cứu y tế và viện sức khỏe cộng đồng ở Phnôm Pênh, Campuchia. Đây là một phần thuộc mạng lưới các trung tâm y tế quốc tế của Viện Pasteur và là đối tác của Bộ Y tế. Viện được thành lập lần đầu tiên vào năm 1953 cho đến năm 1975 phải tạm đóng cửa do Khmer Đỏ lên nắm quyền, và chỉ mở cửa trở lại vào năm 1992 từ sau khi Hiệp định Hòa bình Paris được ký kết vào năm 1991.
Kể từ năm 1998, IPC là nguồn duy nhất cung cấp vắc xin dự phòng sau phơi nhiễm trong việc phòng chống bệnh dại ở Campuchia. Viện có các trung tâm phòng chống bệnh dại ở Phnôm Pênh, Battambang và Kampong Cham.
Từ năm 2020, IPC được coi là một phần của ủy ban quốc gia tham gia vào nỗ lực ứng phó sức khỏe cộng đồng đối với đại dịch COVID-19 tại Campuchia cũng như tiến hành nghiên cứu về SARS-CoV-2. Giới nghiên cứu tại IPC đã phát hiện ra rằng vi rút từ dơi móng ngựa Campuchia có độ tương đồng 97% với SARS-CoV-2, cung cấp kiến thức về nguồn gốc khả dĩ của COVID-19. IPC còn tiến hành nghiên cứu về các căn bệnh truyền nhiễm từ động vật mới nổi trong tương lai.